# 와타나베 쓰요시
와타나베 쓰요시(일본어: 渡辺 剛, 1997년 2월 5일 ~ )는 일본의 축구 선수로, 현재 네덜란드 에레디비시의 클럽인 페예노르트에서 뛰고 있다. 포지션은 센터백이다.

## 구단 경력
그는 2019년 J1리그의 FC 도쿄에 입단했다. 2021년까지 75경기에 출전하여, 5득점을 넣었다. 2022년 KV 코르트레이크로 이적했다. 2023년 KAA 헨트로 이적했다.

## 국가대표팀 경력
그는 2019년 EAFF E-1 풋볼 챔피언십에 참가할 일본 국가대표팀에 발탁되었으며, 12월 14일 홍콩와의 경기에서 데뷔했다.
2020년 AFC U-23 축구 선수권 대회에 참가할 일본 U-23 국가대표팀에 발탁되었다.
2023년 AFC 아시안컵에도 출전했다.

## 통계
| 일본 | 일본 | 일본 |
| 연도 | 출전 | 득점 |
| ---- | ---- | ---- |
| 2019 | 1    | 0    |
| 2020 | 0    | 0    |
| 2021 | 0    | 0    |
| 2022 | 0    | 0    |
| 2023 | 1    | 0    |
| 2024 | 1    | 0    |
| 통산 | 3    | 0    |